# 殿岡駿星
殿岡 駿星（とのおか しゅんせい、1942年 - ）は、静岡県出身のジャーナリスト。

## 略歴
浜松市に生まれ、5歳から東京に育つ。1961年、明治大学付属明治高等学校卒業。1968年、明治大学文学部を卒業し、朝日新聞社に記者として入社、浦和支局に赴任し警察担当者として「狭山事件」など事件をおもに取材。1973年、北海道支社報道部へ転勤し道議会を担当。1974年、旭川支局に転勤。1977年、東京本社に異動し、内勤の紙面編集記者となる。1988年頃から狭山事件の取材に本格的に取り組み、石川一雄の冤罪説を展開。2002年に同社を定年退職。退職後、合資会社勝どき書房を立ち上げる。「昭和俳句弾圧事件」に取り組み、岳父である自由律俳人橋本夢道を研究、「夢道サロン」代表となる。2019年「自由俳句の会」を立ち上げ代表となる。

## 著書
- 『犯人・狭山事件より』（晩聲社）
- 『狭山事件の真犯人』（発行デジプロ・編集勝どき書房
- 『新聞記者はなぜ殺されたのか』（勝どき書房）
- 『三億円事件の真犯人』（勝どき書房）
- 『橋本夢道物語　妻よおまえはなぜこんなに可愛いんだろうね』（勝どき書房）
- 『狭山事件50年目の心理分析』（勝どき書房）
- 『こんばんは、毛利小平太です。－霊談忠臣蔵－』（勝どき書房）
- 『橋本夢道の獄中句・戦中日記 大戦起るこの日のために獄をたまわる』（勝どき書房）